# Paracrossochilus vittatus
Paracrossochilus vittatus är en fiskart som först beskrevs av Boulenger, 1894.  Paracrossochilus vittatus ingår i släktet Paracrossochilus och familjen karpfiskar. Inga underarter finns listade i Catalogue of Life.